# Leucochimona
Genre
Leucochimona est un genre d'insectes lépidoptères de la famille des Riodinidae.

## Dénomination
Le nom Leucochimona leur a été donné par Hans Ferdinand Emil Julius Stichel en 1909.
Ils résident sur la côte nord-est de l'Amérique du sud.

## Liste des espèces
- Leucochimona aequatorialis (Seitz, 1913); présent en Équateur
- Leucochimona icare (Hübner, [1819]); présent en Guyane, Guyana, au Surinam, en Colombie, en Bolivie et au Brésil
- Leucochimona hyphea (Cramer, 1776); présent en Guyana et au Pérou
- Leucochimona iphias Stichel, 1909; présent à Panama.
- Leucochimona lagora (Herrich-Schäffer, [1853]); présent à Panama, au Nicaragua, en Guyane, Guyana, au Surinam, en Équateur, en Colombie et au Brésil.
- Leucochimona lepida (Godman & Salvin, [1885]); présent au Nicaragua, au Guatemala et à Panama.
- Leucochimona matisca (Hewitson, 1860); présent au Brésil, en Bolivie et au Pérou
- Leucochimona molina (Godman & Salvin, [1885]); présent au Nicaragua, au Costa Rica et à Panama.
- Leucochimona vestalis (Bates, 1865); présent en Équateur, au Nicaragua, au Guatemala et à Panama.

### Source
- Leucochimona sur funet